# Olof Jonsson (riksdagsman)

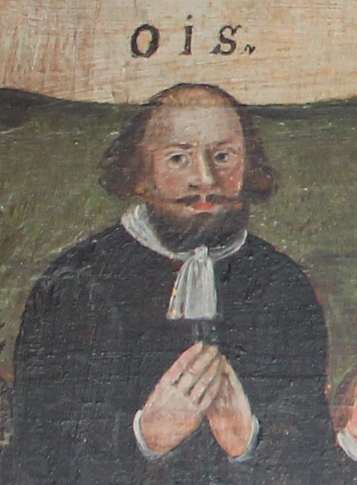
Olof Jonsson

Olof Jonsson, död i oktober 1694 i Östra Skrukeby socken, var riksdagsman för Bankekind och Åkerbo härader år 1664. Olof var rusthållare i Handskestad samt nämndeman och häradsdomare i Åkerbo härad. Olof Jonsson med familj finns avbildade på ett epitafium i Östra Skrukeby kyrka. 